# Claudia Squizzato
Claudia Squizzato (Bassano del Grappa, 1º luglio 1986) è una calciatrice italiana, di ruolo difensore, all'estate 2016 svincolata.

## Carriera
Claudia Squizzato cresce calcisticamente nel Barcon giocando in Serie B e in Serie A2, passando al Venezia 1984 per ritornare al Barcon nel corso della stagione.
Ritorna al Venezia 1984 giocando in Serie A fino al termine della stagione 2011-2012 quando, pur superando la Lazio nei play-off per 1-0 conquistando il diritto di giocare ancora nella massima serie, poco dopo la società dichiara fallimento svincolando le proprie atlete.
Dopo aver sottoscritto nell'estate 2012 un contratto con il Verona Bardolino, che dalla stagione 2013-2014 è iscritta alla Serie A con la nuova denominazione AGSM Verona, alla sua terza stagione con la maglia gialloblu, la 2014-2015, contribuisce a far raggiungere alla società posizioni di vertice nella classifica fin dalle prime giornate, ed al termine del campionato conquista il suo primo scudetto personale e il titolo di campione d'Italia. Gioca con la formazione veronese ancora un campionato, lasciando la società al termine della stagione 2015-2016.
È stata convocata nella nazionale italiana alcune volte soprattutto nella stagione 2005-2006, ma senza scendere in campo. Ha fatto il suo esordio in nazionale in occasione dell'amichevole contro il Giappone a Nagano, persa per 1-0, entrando in campo a metà del secondo tempo in sostituzione di Linda Tucceri Cimini.

## Statistiche

### Cronologia presenze e reti in nazionale
| Cronologia completa delle presenze e delle reti in nazionale ― Italia | Cronologia completa delle presenze e delle reti in nazionale ― Italia | Cronologia completa delle presenze e delle reti in nazionale ― Italia | Cronologia completa delle presenze e delle reti in nazionale ― Italia | Cronologia completa delle presenze e delle reti in nazionale ― Italia | Cronologia completa delle presenze e delle reti in nazionale ― Italia | Cronologia completa delle presenze e delle reti in nazionale ― Italia | Cronologia completa delle presenze e delle reti in nazionale ― Italia |
| Data                                                                  | Città                                                                 | In casa                                                               | Risultato                                                             | Ospiti                                                                | Competizione                                                          | Reti                                                                  | Note                                                                  |
| --------------------------------------------------------------------- | --------------------------------------------------------------------- | --------------------------------------------------------------------- | --------------------------------------------------------------------- | --------------------------------------------------------------------- | --------------------------------------------------------------------- | --------------------------------------------------------------------- | --------------------------------------------------------------------- |
| 28-05-2015                                                            | Nagano                                                                | Giappone                                                              | 1 – 0                                                                 | Italia                                                                | Amichevole                                                            | -                                                                     | 67’                                                                   |
| Totale                                                                |                                                                       | Presenze                                                              | 1                                                                     |                                                                       | Reti                                                                  | 0                                                                     |                                                                       |

## Palmarès
- Campionato italiano: 1

AGSM Verona: 2014-2015